# Polisso (moglie di Tlepolemo)
Nella mitologia greca, Polisso (in greco antico: Πολυξώ) era la moglie dell'eraclide Tlepolemo, re di Rodi.

## Mito
Polisso era nativa di Argo, e fuggi a Rodi assieme a suo marito, diventandone regina; Tlepolemo morì durante la guerra di Troia, lasciandola vedova. Polisso, considerando Elena responsabile della morte di suo marito, la invitò a Rodi con lo scopo di ucciderla: accoltala con finta gentilezza, successivamente fece travestire alcune sue ancelle da Erinni che, dopo averla prelevata nuda dall'acqua dove era solita fare il bagno, la impiccarono ad un albero.